# دیگو گونزالس (بازیکن فوتبال، زاده ۱۹۸۸)
دیگو گونزالس (انگلیسی: Diego González؛ زادهٔ ۹ فوریهٔ ۱۹۸۸) بازیکن فوتبال اهل آرژانتین است که در پست هافبک برای تیم بوکا جونیورز بازی می‌کند.
از باشگاه‌هایی که در آن بازی کرده‌است می‌توان به روساریو سنترال، راسینگ کلوب، و لانوس اشاره کرد.